# Mimotroea cacioides
Mimotroea cacioides là một loài bọ cánh cứng trong họ Cerambycidae.